# Columba vitiensis
Columba vitiensis е вид птица от семейство Гълъбови (Columbidae).

## Разпространение
Видът е разпространен във Вануату, Индонезия, Източен Тимор, Малайзия, Нова Каледония, Папуа Нова Гвинея, Самоа, Соломоновите острови, Фиджи и Филипините.